# Spettri (film)
Spettri è un film horror del 1987, diretto da Marcello Avallone.

## Trama
Nel corso degli scavi per la metropolitana di Roma, il crollo di una parete porta alla luce una necropoli sotterranea. Quattro archeologi Lasky, Barbara, Marcus e Andrea, alla ricerca della non meglio identificata Tomba di Domiziana, si recano sul posto e qui diventano vittime delle forze malefiche presenti nel sepolcro violato.

## Produzione
Spettri è stato il quarto lungometraggio di Marcello Avallone dopo il suo terzo film Cugine mie, uscito dieci anni prima. Il regista cominciò a interessarsi alle pellicole horror mentre si trovava negli Stati Uniti nel 1980. Tramite l'aiuto del produttore Maurizio Tedesco, fratello dell'attrice Paola Tedesco, iniziò dunque a sviluppare un horror mirato ai mercati esteri.
Avallone lavorò alla sceneggiatura con Andrea Purgatori, reporter del Corriere della Sera. Anche se menzionato nei titoli di coda, Dardano Sacchetti partecipò in minima parte al film, nel ruolo di script doctor, poiché i produttori erano poco convinti del copione di partenza. Sacchetti e il resto degli sceneggiatori discussero per una settimana, prima che questi gli riferissero "Ti stiamo pagando tutte le tasse ma lasciaci il nostro film."
Spettri è stato realizzato in nove settimane e girato in lingua inglese. Tra i membri del cast c'era John R. Pepper, che aveva lavorato come aiuto regista nei film Il mondo secondo Garp e Ghostbusters - Acchiappafantasmi. Pepper venne scelto principalmente per il suo inglese fluente, e questo fu il suo unico ruolo da protagonista.

## Distribuzione
Il film è stato distribuito nei cinema italiani il 7 maggio 1987, mentre nelle sale americane è uscito due anni più tardi, il 17 ottobre 1989.